# Lahti L-35
Lahti L-35 — финский пистолет, разработанный оружейником Аймо Лахти в 1935 году. L-35 был принят на вооружение финских вооружённых сил в 1939 году. L-35 — единственный в мире «полярный пистолет», созданный специально для эксплуатации в условиях низких температур и возможного обледенения. Конструкция пистолета предусматривает особо надёжную защиту механизмов от попадания грязи. Пистолет имеет чрезвычайно короткий и лёгкий спуск и незначительную отдачу, это позволяет вести очень точную стрельбу. Пистолет Лахти имеет необычный для пистолетов узел — ускоритель отката затвора, обеспечивающий высокую надежность автоматики в любых условиях. С другой стороны, при применении патронов большей мощности ускоритель часто ломался.

## Производство
L-35 производились четырьмя сериями. Нулевая серия была изготовлена в 1938 году преимущественно для проведения испытаний. Первая серия, в которой было изготовлено около 2600 пистолетов, производилась с марта 1940 по июль 1941 гг. и отличалась фигурным выступом на верхней задней части ствольной коробки. С августа 1941 по март 1942 гг. выпускалась вторая серия из около 1000 экземпляров, в которой отсутствовал фигурный выступ на ствольной коробке и была изменена геометрия запирающего клина. Третья серия из более чем 2000 пистолетов производилась с апреля по сентябрь 1944 года. Эта серия отличается отсутствием ускорителя отката и несколько иной формой ствольной коробки. Последняя партия из 1000 пистолетов была собрана уже в 1945 году из оставшихся деталей. Четвертая серия, состоявшая из приблизительно 3000 экземпляров, была также собрана из запаса деталей, но предназначалась уже для экспорта. После окончания Второй мировой войны у финской армии было более чем достаточно пистолетов. Но у компании Valmet Oy Tourulan tehdas (бывшей VKT) скопилось много деталей и запасных частей для L-35, и в итоге было принято решение наладить из них сборку пистолетов для гражданского рынка оружия. Таким образом было собрано еще около 2000 экземпляров, по большей части проданных на экспорт. Данные пистолеты отличаются от военных отсутствием пазов для крепления деревянной кобуры-приклада и клеймами на верхней поверхности ствольной коробки — «Valmet» вместо «VKT».

## Описание
Пистолет Lahti L-35 построен на автоматике, работающей за счёт короткого хода ствола, затвор запирается личинкой, перемещающейся в вертикальном пазу. Ударно-спусковой механизм имеет курковый тип, курок полностью закрыт затвором. Боевая пружина находится в рукоятке, возвратная пружина — внутри затвора. Флажок предохранителя находится с правой стороны, за пистолетной рукояткой, при включении он блокирует курок. Большинство пистолетов имеют паз для крепления кобуры-приклада, в том числе «маузеровского» типа, которых было выпущено всего около двухсот экземпляров. На тыльной стороне рамы пистолета есть антабка для крепления шнура. Прицел на ранних пистолетах не регулировался, потом мушка стала регулируемой. Щёчки рукоятки на пистолетах первых выпусков были изготовлены из бука, на более поздних — пластиковые. Несмотря на внешнее сходство с пистолетом «Парабеллум», пистолет существенно отличается по устройству.

## Варианты и модификации
- Lahti L-35 — пистолеты финского производства, серийно производились на оружейном заводе «Valtion Kivääritehdas» с 1938 до 1952 года.
- Husqvarna М/40 — пистолеты шведского производства, выпускались на оружейном заводе "Husqvarna Vapenfabrik AB" с 1940 по 1946 год. Всего было изготовлено 83 950 единиц. М-40 имели более длинный ствол, чем L-35 и не имели указателя патрона. На некоторых шведских версиях изменена форма скобы спускового крючка, иногда отсутствует ускоритель отката затвора. Из-за применяемой в шведской армии более мощной версии патрона 9×19 пистолеты часто выходили из строя — возникали трещины в узле запирания.

## Страны-эксплуатанты
- Финляндия — первые пистолеты для финской армии были заказаны в июне 1935 года и направлены на испытания, 28 января 1936 года была заказана партия из 2500 пистолетов, в марте 1939 года пистолет был официально принят на вооружение финской армии[2]
- Швеция — принят на вооружение в 1940 году, снят с вооружения в начале 1980-х.

Снятые с вооружения финской армии пистолеты уже в начале 1950х годов распродавались (в частности, в США).